# Núria Feliu i Mestres
Núria Feliu i Mestres (Sants, 21 de setembre del 1941 - Barcelona, 22 de juliol de 2022) va ser una cantant i actriu catalana. Guardonada amb diversos premis, entre ells la Creu de Sant Jordi, va destacar pels seus discs de cançons populars catalanes, boleros i cuplets, amb una extensa discografia de 42 discs publicats. També fou una reconeguda activista i persona compromesa amb els Països Catalans, i amb el moviment independentista.

## Biografia
Va néixer el 21 de setembre de 1941 al barri de Sants, de Barcelona, fet que portava com un honor. Els seus primers passos en el món artístic varen ser com a actriu. Debutà com a cantant el 1965 i va destacar pels seus discs de cançons populars catalanes, boleros i cuplets. Així mateix, va popularitzar estàndards nord-americans, del country i del jazz, i va destacar especialment la seva col·laboració amb el pianista Tete Montoliu, portant l'idioma català per primer cop a alguns d'aquests estils musicals. També va cantar cançons de cinema en català. Un dels seus lletristes va ser el poeta Josep Maria Andreu i Forns. Lucky Guri la va acompanyar al piano sovint.
Malgrat que sovint se l'inclogui dins de la Nova Cançó, la diversitat de gèneres que va tocar com a intèrpret la diferenciaren del moviment i la dotaren d’una personalitat singular. A més, un altre tret diferencial és que mai compongué i cantà cançons pròpies, fet del qual se’n ressentirà de gran: «M’hauria agradat poder compondre alguna cançó meva. He estat massa bona fe. Hauria d’haver fet dues o tres cançons i haver-les portat a la SGAE. »
Debutà el 1964 com a cantant, l’any següent publicà els seus primers senzills, Anirem tots cap al cel i Gent, i ja començà la seva relació amb el pianista Tete Montoliu, qui l’obriria les portes del món del jazz internacional. Va enregistrar al costat d’Erich Peter i Billie Brooks, però també de Lou Bennet i altres. Aquest contacte amb músics d’arreu i la seva ubicació a la capital, li permeteren fer de la seva professió un instrument de difusió de la cultura i llengua pròpies, d’afirmar-se en el seu compromís amb la seva identitat.
Durant una temporada, va decidir, però, de cantar també en castellà, fet que va provocar rebombori al voltant de la Nova Cançó, quan aquesta ja s’estava difuminant i ampliant, avançant cap a una cultura i música catalanes molt més àmplies i diverses, tant de cantautor com d'altres gèneres. L’experiència amb les llengües estrangeres com el castellà o l’anglès no va resultar gaire exitosa, i la va conduir a continuar el seu camí principal: la comercialització i popularització de la cançó en llengua pròpia dins i fora de les fronteres nacionals. En aquesta línia, fins i tot viatjà per terres nord-americanes amb la cobla La Principal de la Bisbal.
Quan visitava l’estranger, però, no només ho feia en qualitat de cantant, sinó d’ambaixadora del seu país: «És una forma de normalitzar la llengua a través de la cançó» respon, convençuda, en català, a la presentadora de televisió i cantant Raffaella Carrà en una actuació als estudis de la cadena pública italiana.
Morí el 22 de juliol de 2022 a Barcelona, segons la seva família, després de no poder superar les complicacions posteriors a l'ictus que havia patit a començaments del 2021. Les seves cendres es van dipositar al nou columbari de la parròquia de Santa Maria de Sants, a la Capella de la Immaculada. Mantingué sempre una relació molt estreta amb el seu barri, sent la Cançó de Sants una de les més populars del seu repertori. Ella mateixa es va fer construir una geganta que la representés, pels seus setanta anys i els cinquanta de professió, que es pot visitar al centre cívic del barri o durant els actes i festes a càrrec de la colla gegantera de Sants.

## Reconeixements
El 1976 fou guardonada amb el Premi de Cultura Popular concedit pel Ministeri de Cultura pel seu disc Cançons d'Apel·les Mestres, el 1979 amb la Medalla del Cercle català de Madrid, el 1985 amb la Creu de Sant Jordi, el 1990 amb el Premi Sant Jordi de cinematografia concedit per RNE i el Premi SGAE per la seva trajectòria. A títol pòstum, el 2022 va rebre la Medalla d'Honor del Parlament de Catalunya per la seva contribució al prestigi del català i a la normalització del seu ús amb la interpretació de versions de grans temes internacionals de la cançó estàndard i el jazz i amb la recuperació de cuplets i cançons populars catalanes.
El 2015 aparegué el volum Dies i records d'infantesa (Ara Llibres), amb edició d'Albert Torras, on la artista santsenca feia un repàs a la seva infantesa al barri de Sants.

## Obra

### Discografia
Anys 1960
- 1965: Anirem tots cap al cel.
- 1965: Gent.
- 1965: Núria Feliu amb Tete Montoliu.
- 1966: Núria Feliu amb Lou Bennett i els seus amics.
- 1966: Cançons de pel·lícules.
- 1966: JAM Session en el C.E.N.
- 1967: Mai no goses.
- 1967: El cant dels ocells.
- 1968: Núria Feliu canta Salvador Espriu.
- 1968: Què n'ha quedat del nostre amor?.
- 1968: Senzillament.
- 1969: No encenguis l'espelma.

Anys 1970
- 1970: Mitges brillants.
- 1970: El cuplet a Barcelona.
- 1971: Homenatge a Mistinguett.
- 1972: Núria de nit.
- 1972: El retaule del flautista.
- 1973: El clar país.
- 1973: Cançons de m'agraden.
- 1973: Te per tots.
- 1974: Cuplets tradicionals catalans.
- 1974: Cinema ranci...cinema d'avui.
- 1975: Núria Feliu y los Guacamayos.
- 1976: Cançons d'Apel·les Mestres.
- 1977: El cant del poble.
- 1978: I les gavines seran de paper de xarol.
- 1979: La Comèdia Musical Catalana.

Anys 80-90
- 1981: Viure a Barcelona.
- 1984: El Petit Príncep.
- 1985: Més que mai.
- 1986: Cançons d'entre-guerres.
- 1987: Els Óscars de la Feliu.
- 1989: Amb cor i ànima.
- 1990: Núria Feliu. 25 anys.
- 1990: Núria Feliu i Tete Montoliu (1965-1990)
- 1994: Us ho devia.
- 1995: Els nostres cuplets.
- 1996: Per raons sentimentals.

Darrers anys
- 2002: Amb un aire country.
- 2005: Núria Feliu. 40 anys.
- 2007: Les sardanes més populars. Disc-llibre.
- 2013: Núria Feliu recita Poemes patriòtics. Disc-llibre.
- 2014: Te'n recordes?. Recopilatori de Picap amb alguna cançó inèdita i altres no editades.

### Publicacions
- Feliu, Núria. Núria Feliu: 25 anys.  Barcelona: Pòrtic, DL 1991. ISBN 8473064321.
- Feliu, Núria. Desvetllant poemes. Tria de versos per a un recital. Edicions Proa, 1999. ISBN 9788482567495

- Feliu, Núria; Torras i Corbella, Albert. Dies i records d'infantesa. Barcelona: Ara Llibres, 2015. ISBN 9788416154449. Autobiografia on la santsenca dedica aquestes pàgines al barri barceloní que l'ha vist créixer. El seu escenari primerenc com a artista, el record dels amors, les tafaneries, les olors i l'ambient d'una època i un barri, Sants.[10]

## Aparicions en literatura i audiovisual
La cançó tradicional catalana «El vestir d'en Pasqual», interpretada per Núria Feliu, està referenciada en la cultura popular. Per exemple, al còmic Tintín al Tibet d'Hergé, el capità Haddock canta aquesta peça al final de l’obra mentre els protagonistes tornen del Tibet, establint un vincle simbòlic entre la cultura catalana i l’univers de *Tintín*.
Núria Feliu també ha estat protagonista del documental **El swing de la Feliu**, emès per TV3 el 27 de juliol de 2024. Dirigit per Mireia Mallol, el documental ofereix un retrat íntim de l’artista, incloent testimonis de músics, amics i familiars, imatges d’arxiu i fragments de concerts, i reflexiona sobre la seva influència en la música catalana contemporània.
El mateix documental està disponible a la plataforma de TV3 a 3cat.cat.